# Mario Lega
Mario Lega (Lugo, 20 febbraio 1949) è un pilota motociclistico italiano ritiratosi dall'attività agonistica, vincitore del campionato del mondo della classe 250 nel 1977.

## Carriera
Fece il suo debutto nel Campionato Italiano Cadetti classe 60 nel 1966, correndo dapprima con una Italjet e poi con una Minarelli. Divenuto Juniores nel 1970, vinse il Campionato Italiano della categoria l'anno successivo, con una Yamaha TD 250. "Promosso" a Seniores per la stagione 1972, in quell'anno fece anche il suo esordio nel motomondiale, ritirandosi al Gran Premio delle Nazioni nella classe 250. A fine stagione Lega fu 5º nel Campionato Italiano della quarto di litro.
Nel 1973 il centauro romagnolo venne ingaggiato dalla scuderia Diemme. In quell'anno ottenne i suoi primi punti nel motomondiale, ottenendo come miglior risultato il 4º posto al Gran Premio di Jugoslavia in 250. L'anno successivo fu quello del titolo di Campione d'Italia della 350 e del secondo posto al Nazioni dietro a Giacomo Agostini, sempre in 350.
Una caduta al Paul Ricard, a inizio 1975, segnò l'inizio di un periodo di crisi di risultati per Lega. Questo durò sino al 1977, anno in cui venne ingaggiato dalla Morbidelli per sostituire Paolo Pileri, infortunatosi al Gran Premio d'Austria. Il contratto con il costruttore pesarese era inizialmente per sole tre gare (Nazioni, Francia e Spagna), ma venne prolungato grazie ai buoni risultati di Lega, issatosi in vetta alla classifica della 250. Il buon momento venne confermato in Jugoslavia, dove il romagnolo vinse l'unico Gran Premio della carriera. Grazie anche ai piazzamenti a podio ottenuti in Belgio, Svezia e Cecoslovacchia, Lega divenne campione del mondo della quarto di litro. Il 1977 fu anche l'anno del secondo titolo italiano della 350.
La stagione 1978 fu quella meno proficua di risultati per il pilota di Lugo, solo settimo nella classifica mondiale della 250 vinta dalla Kawasaki KR di Kork Ballington. Nel 1979 Lega corse nuovamente nel campionato italiano; oltre che nel Campionato Europeo Endurance dove, in coppia con Víctor Palomo su una Ducati, ottenne l'ottavo posto nella classifica generale. A fine stagione si ritirò dalle corse, continuando l'attività (mai interrotta neanche durante l'impegno come pilota ufficiale Morbidelli) di operatore SIP.
In seguito è divenuto commentatore delle gare del motomondiale per La Gazzetta dello Sport oltreché istruttore di guida.

## Risultati nel motomondiale

### Classe 250
| 1972 | Classe | Moto   |   |   |   |     |   |   |   |   |   |   |   |   |   | Punti | Pos. |
| ---- | ------ | ------ | - | - | - | --- | - | - | - | - | - | - | - | - | - | ----- | ---- |
| 1972 | 250    | Yamaha | - | - | - | Rit | - | - | - | - | - | - | - | - | - | 0     |      |

| 1973 | Classe | Moto   |   |   |   |   |   |   |   |   |    |   |   |   |  | Punti | Pos. |
| ---- | ------ | ------ | - | - | - | - | - | - | - | - | -- | - | - | - |  | ----- | ---- |
| 1973 | 250    | Yamaha | - | - | - | - | - | 4 | - | - | 10 | - | - | - |  | 9     | 22º  |

| 1974 | Classe | Moto   |    |   |    |   |   |    |   |   |   |   |   |   |  | Punti | Pos. |
| ---- | ------ | ------ | -- | - | -- | - | - | -- | - | - | - | - | - | - |  | ----- | ---- |
| 1974 | 250    | Yamaha | NE | - | NE | - | - | 12 | - | - | - | - | - | - |  | 0     |      |

| 1975 | Classe | Moto   |   |   |    |   |   |   |   |   |   |   |   |   |  | Punti | Pos. |
| ---- | ------ | ------ | - | - | -- | - | - | - | - | - | - | - | - | - |  | ----- | ---- |
| 1975 | 250    | Yamaha | - | - | NE | - | 6 | - | - | - | - | - | - | - |  | 5     | 26º  |

| 1976 | Classe | Moto   |   |    |    |     |   |   |   |   |   |    |   |   |  | Punti | Pos. |
| ---- | ------ | ------ | - | -- | -- | --- | - | - | - | - | - | -- | - | - |  | ----- | ---- |
| 1976 | 250    | Yamaha | - | NE | 11 | Rit | - | - | - | - | - | 16 | - | - |  | 0     |      |

| 1977 | Classe | Moto                |   |    |   |   |   |   |   |   |   |   |   |   |   | Punti | Pos. |
| ---- | ------ | ------------------- | - | -- | - | - | - | - | - | - | - | - | - | - | - | ----- | ---- |
| 1977 | 250    | Yamaha e Morbidelli | 9 | NE | - | 2 | 5 | 4 | 1 | 5 | 3 | 2 | 7 | 3 | - | 85    | 1º   |

| 1978 | Classe | Moto       |   |     |    |     |   |    |   |   |   |     |    |   |   | Punti | Pos. |
| ---- | ------ | ---------- | - | --- | -- | --- | - | -- | - | - | - | --- | -- | - | - | ----- | ---- |
| 1978 | 250    | Morbidelli | 6 | Rit | NE | Rit | 6 | 10 | 6 | 7 | 3 | Rit | 18 | 3 | 7 | 44    | 7º   |

| 1979 | Classe | Moto   |   |    |   |     |   |   |   |   |   |   |   |   |   | Punti | Pos. |
| ---- | ------ | ------ | - | -- | - | --- | - | - | - | - | - | - | - | - | - | ----- | ---- |
| 1979 | 250    | Yamaha | - | NE | - | Rit | - | - | - | - | - | - | - | - | - | 0     |      |

| Legenda | 1º posto        | 2º posto            | 3º posto            | A punti      | Senza punti        | Grassetto – Pole position Corsivo – Giro più veloce |
| Legenda | Gara non valida | Non qual./Non part. | Ritirato/Non class. | Squalificato | '-' Dato non disp. | Grassetto – Pole position Corsivo – Giro più veloce |

### Classe 350
| 1973 | Classe | Moto   |   |   |   |   |   |     |   |    |   |   |   |   |  | Punti | Pos. |
| ---- | ------ | ------ | - | - | - | - | - | --- | - | -- | - | - | - | - |  | ----- | ---- |
| 1973 | 350    | Yamaha | - | - | - | 8 | - | Rit | - | NE | - | - | - | - |  | 3     | 36º  |

| 1974 | Classe | Moto   |   |   |     |   |   |   |    |   |   |    |   |   |  | Punti | Pos. |
| ---- | ------ | ------ | - | - | --- | - | - | - | -- | - | - | -- | - | - |  | ----- | ---- |
| 1974 | 350    | Yamaha | - | - | Rit | 2 | - | - | NE | - | - | NE | - | - |  | 12    | 18º  |

| 1975 | Classe | Moto   |   |   |   |   |     |   |   |    |    |   |   |   |  | Punti | Pos. |
| ---- | ------ | ------ | - | - | - | - | --- | - | - | -- | -- | - | - | - |  | ----- | ---- |
| 1975 | 350    | Yamaha | - | - | - | - | Rit | - | - | NE | NE | - | - | 7 |  | 4     | 32º  |

| 1976 | Classe | Moto   |   |     |   |   |   |   |    |    |   |     |   |   |  | Punti | Pos. |
| ---- | ------ | ------ | - | --- | - | - | - | - | -- | -- | - | --- | - | - |  | ----- | ---- |
| 1976 | 350    | Yamaha | - | Rit | - | - | - | - | NE | NE | - | Rit | - | - |  | 0     |      |

| 1977 | Classe | Moto                |   |   |    |   |     |     |     |     |    |    |     |   |   | Punti | Pos. |
| ---- | ------ | ------------------- | - | - | -- | - | --- | --- | --- | --- | -- | -- | --- | - | - | ----- | ---- |
| 1977 | 350    | Yamaha e Morbidelli | - | - | 17 | 2 | Rit | Rit | Rit | Rit | NE | 11 | Rit | - | - | 12    | 19º  |

| 1978 | Classe | Moto       |     |    |    |     |    |     |    |   |   |   |   |   |    | Punti | Pos. |
| ---- | ------ | ---------- | --- | -- | -- | --- | -- | --- | -- | - | - | - | - | - | -- | ----- | ---- |
| 1978 | 350    | Morbidelli | Rit | NE | NQ | Rit | 10 | Rit | NE | - | - | - | - | - | 11 | 1     | 27º  |

| 1979 | Classe | Moto   |   |   |   |     |   |   |   |    |    |   |   |   |   | Punti | Pos. |
| ---- | ------ | ------ | - | - | - | --- | - | - | - | -- | -- | - | - | - | - | ----- | ---- |
| 1979 | 350    | Yamaha | - | - | - | Rit | - | - | - | NE | NE | - | - | - | - | 0     |      |

| Legenda | 1º posto        | 2º posto            | 3º posto            | A punti      | Senza punti        | Grassetto – Pole position Corsivo – Giro più veloce |
| Legenda | Gara non valida | Non qual./Non part. | Ritirato/Non class. | Squalificato | '-' Dato non disp. | Grassetto – Pole position Corsivo – Giro più veloce |

### Classe 500
| 1972 | Classe | Moto   |  |  |  |  |  |  |  |  |  |     |  |  |  | Punti | Pos. |
| ---- | ------ | ------ |  |  |  |  |  |  |  |  |  | --- |  |  |  | ----- | ---- |
| 1972 | 500    | Ducati |  |  |  |  |  |  |  |  |  | Rit |  |  |  | 0     |      |

| 1973 | Classe | Moto   |  |  |  |    |  |  |  |  |   |  |  |     |  | Punti | Pos. |
| ---- | ------ | ------ |  |  |  | -- |  |  |  |  | - |  |  | --- |  | ----- | ---- |
| 1973 | 500    | Yamaha |  |  |  | AN |  |  |  |  | 7 |  |  | Rit |  | 4     | 34º  |

| 1974 | Classe | Moto   |  |  |  |     |  |  |  |  |  |  |    |    |  | Punti | Pos. |
| ---- | ------ | ------ |  |  |  | --- |  |  |  |  |  |  | -- | -- |  | ----- | ---- |
| 1974 | 500    | Yamaha |  |  |  | Rit |  |  |  |  |  |  | NE | NE |  | 0     |      |

| Legenda | 1º posto        | 2º posto            | 3º posto            | A punti      | Senza punti        | Grassetto – Pole position Corsivo – Giro più veloce |
| Legenda | Gara non valida | Non qual./Non part. | Ritirato/Non class. | Squalificato | '-' Dato non disp. | Grassetto – Pole position Corsivo – Giro più veloce |